# 2014年冬季奧林匹克運動會摩爾多瓦代表團
2014年冬季奧林匹克運動會摩爾多瓦代表團是摩爾多瓦派出的2014年冬季奧林匹克運動會代表團，拱有四名運動員參與四項目賽事。

## 外部連結
- Moldova at the 2014 Winter Olympics（页面存档备份，存于）